# Evdoksova kampila
Evdoksova kampila je kvartna (četrte stopnje) krivulja, ki ima v kartezičnem koordinatnem sistemu enačbo:
{\displaystyle x^{4}=x^{2}+y^{2}\!\,,}
(pri tem se rešitev {\displaystyle x=y=0\!\,} ne upošteva).
V polarnem koordinatnem sistemu je njena enačba:
{\displaystyle r=\sec ^{2}\theta \!\,.}
Krivuljo je proučeval že starogrški astronom, matematik, zdravnik in filozof Evdoks (410 pr. n. št.–347 pr. n. št.) v povezavi s podvojitvijo kocke.
Evdoksova kampila je simetrična glede na os-y in os-x. Krivulja seka x-os v točkah (-1, 0) in (1, 0). Ima točke prevoja v:
{\displaystyle (\pm {\sqrt {3/2}},\pm {\sqrt {3}}/2)\!\,} (štiri točke).
Zgornja polovica je asimptotična na krivuljo:
{\displaystyle x^{2}-{\frac {1}{2}}\!\,,} kadar velja {\displaystyle x\to \infty \!\,.}
To se lahko zapiše kot:
{\displaystyle y=x^{2}{\sqrt {1-x^{-2}}}=x^{2}-{\frac {1}{2}}\sum _{n\geq 0}C_{n}(2x)^{-2n}\!\,,}
kjer je:
{\displaystyle C_{n}={\frac {1}{n+1}}{\binom {2n}{n}}\!\,}
in  {\displaystyle n\!\,} n-to Catalanovo število.